# 桂森
桂森（1870年—？年），字楫霖，號寶書，依普杼克氏，因二世祖武義都尉懷安故漢姓懷，京口駐防蒙古鑲紅旗毓慶佐領下附生。

## 生平
光緒十五年己丑恩科鄉試44名舉人，光緒十八年（1892年）壬辰科進士，同年五月，以主事分部学习，后以即用知縣分發江西，厯署鉛山等知縣，題補萍鄉縣知縣。